# Rincón de Centeno
Rincón de Centeno es una localidad del estado mexicano de Guanajuato. Es parte del municipio de Santa Cruz de Juventino Rosas.

## Demografía
| Gráfica de evolución demográfica |
|                                  |

| Censo | Población |
| ----- | --------- |
| 1900  | 810       |
| 1910  | 678       |
| 1921  | 684       |
| 1930  | 785       |
| 1940  | 1 016     |
| 1950  | 1 111     |
| 1960  | 1 458     |
| 1970  | 1 312     |
| 1980  | 1 381     |
| 1990  | 2 338     |
| 2000  | 2 178     |
| 2010  | 2 560     |
| 2020  | 2 586     |